# Premier League Malti 1987-1988
L'edizione 1987-1988 della Premier League maltese è stata la settantatreesima edizione della massima serie del campionato maltese di calcio. Il titolo è stato vinto per la seconda volta consecutiva dagli Ħamrun Spartans.

## Classifica
|   | Classifica       | G  | V | N | P | GF | GS | Dif | Pt |
| - | ---------------- | -- | - | - | - | -- | -- | --- | -- |
| 1 | Ħamrun Spartans  | 14 | 9 | 4 | 1 | 21 | 5  | +16 | 22 |
| 2 | Sliema Wanderers | 14 | 8 | 3 | 3 | 19 | 7  | +12 | 19 |
| 3 | Żurrieq          | 14 | 6 | 6 | 2 | 17 | 10 | +7  | 18 |
| 4 | Valletta         | 14 | 4 | 5 | 5 | 9  | 16 | -7  | 13 |
| 5 | Hibernians       | 14 | 4 | 3 | 7 | 11 | 15 | -4  | 11 |
| 6 | Floriana         | 14 | 2 | 6 | 6 | 8  | 13 | -5  | 10 |
| 7 | Birkirkara       | 14 | 2 | 6 | 6 | 8  | 17 | -9  | 19 |
| 8 | Mosta            | 14 | 4 | 1 | 9 | 13 | 23 | -10 | 9  |

## Verdetti finali
- Ħamrun Spartans Campione di Malta 1987-1988
- Mosta retrocessa.